# NGC 661
NGC 661 é uma galáxia elíptica (E) localizada na direcção da constelação de Triangulum. Possui uma declinação de +28° 42' 24" e uma ascensão recta de 1 horas, 44 minutos e 14,6 segundos.
A galáxia NGC 661 foi descoberta em 26 de Outubro de 1786 por William Herschel.